# آرامگاه شرف‌الملک
مقبره شرف الملک، بنایی در انتهای خیابان کشاورز سنندج واقع است. روی تپه شرف الملک که گورستان است، دو ساختمان قدیمی جدا از هم قرار دارد که یکی از آن‌ها به «علی اکبر خان شرف الملک اردلان» پسر «محمد صادق خان اردلان» پسر «امان‌الله خان اردلان»، از والیان کردستان تعلق دارد. بنا به صورت مکعب ساده با گنبدی بر فراز آن است. در این مقبره که به مقبره شیخ محمود نودشه‌ای نیز معروف است، برخی دیگراز اعضای خانواده «اردلان» نیز دفن شده‌اند. این مقبره فقط روزهای جمعه برای ذکر دعا و قرائت قرآن باز است.